# Orectognathus horvathi
Orectognathus horvathi är en myrart som beskrevs av Szabo 1926. Orectognathus horvathi ingår i släktet Orectognathus och familjen myror. Inga underarter finns listade i Catalogue of Life.